# 시래기
시래기(영어: Siraegi)는 무청이나 배춧잎을 말린 것이다. 새끼에 엮어 말려서 보관하다가 볶아 먹거나 국을 끓이는 데 쓴다.

## 효능
시래기는 간 해독에 도움을 준다. 카로틴과 엽록소, 비타민 B, C가 많이 함유돼있고, 식이섬유와 칼슘, 철분도 풍부하며 다이어트에도 좋다. 혈중 콜레스테롤을 떨어뜨려 동맥경화 억제 효과도 있다.

## 사진 갤러리

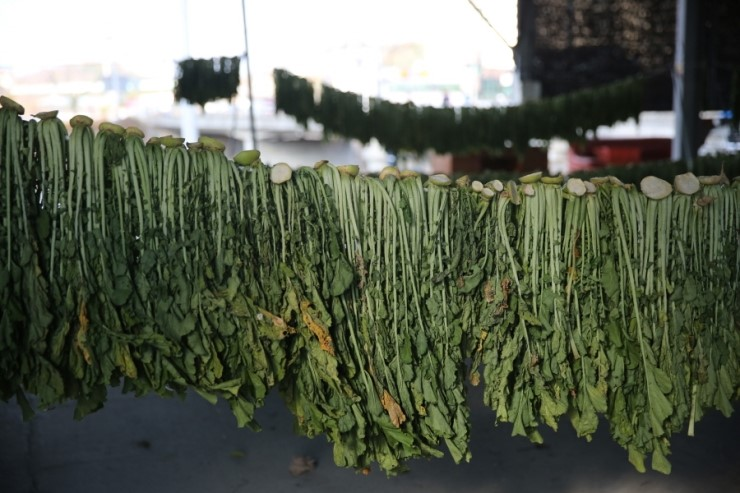
무청 말리기
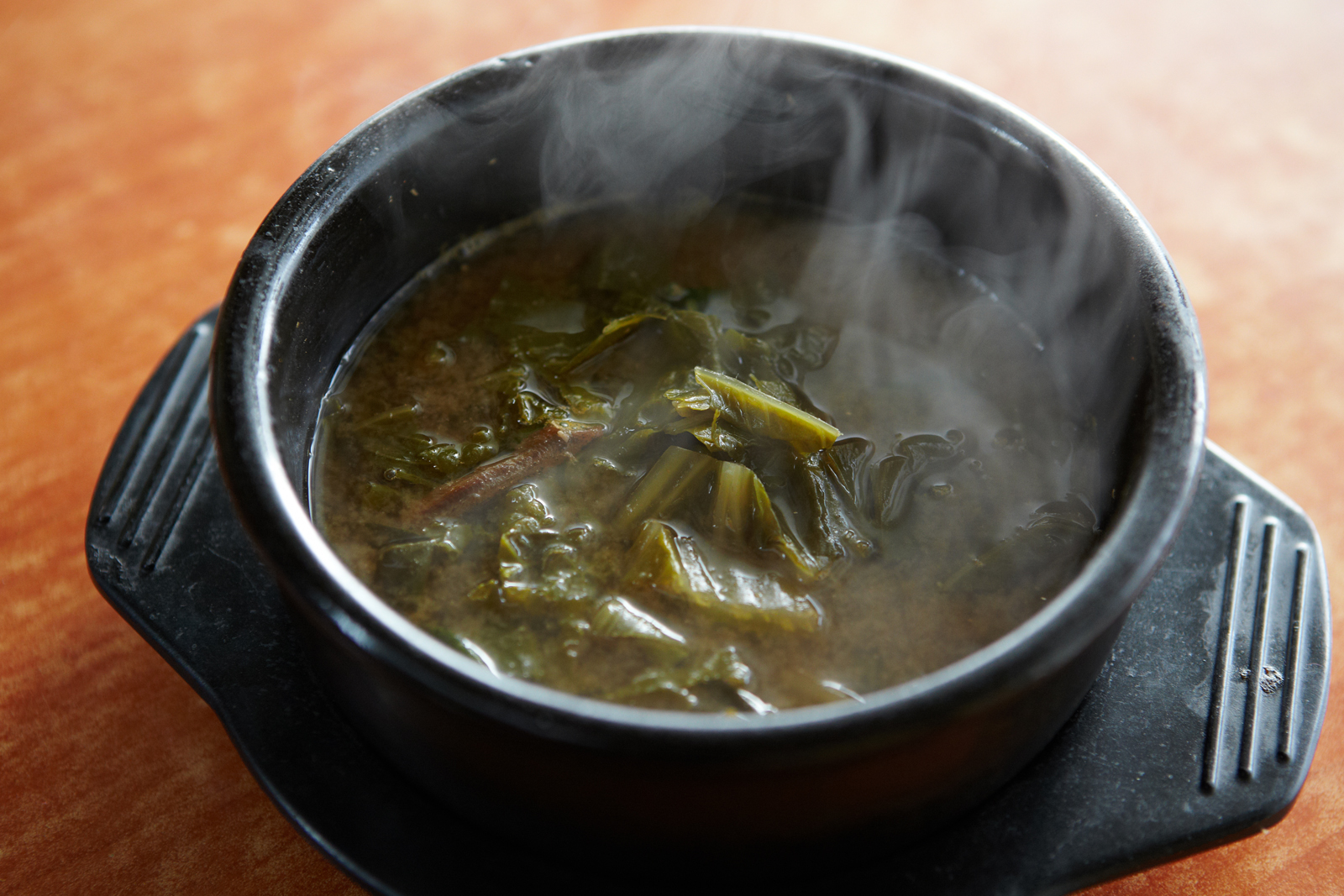
시래깃국
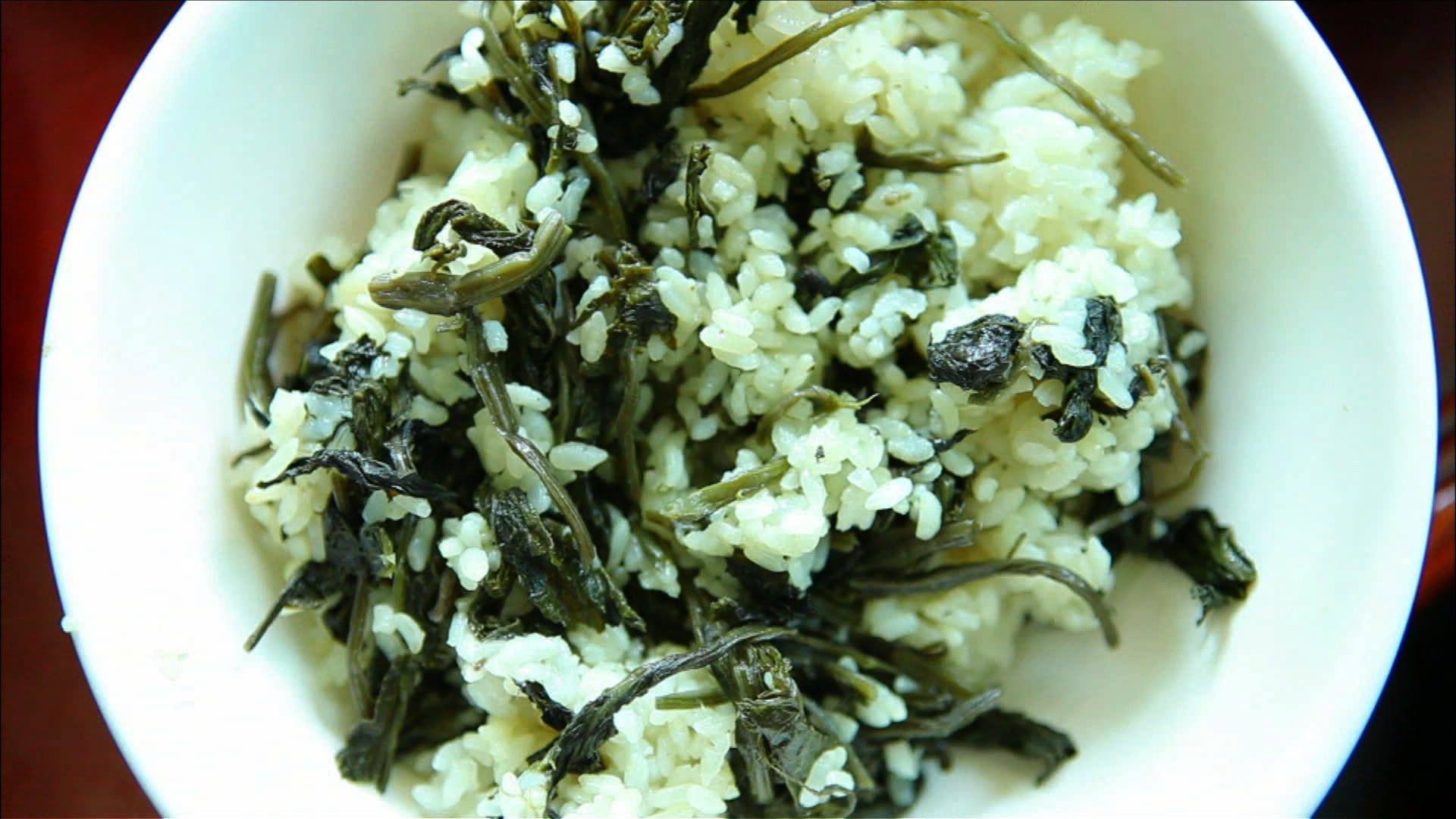
시래기밥

## 같이 보기
- 무청
- 우거지